# Mésosome (morphologie)
Pour les articles homonymes, voir Mésosome.

Schéma de l'abdomen de l'apocrite

En morphologie, le mésosome représente une région intermédiaire du corps, entre la partie antérieure (éventuellement nommée prosome) et une région postérieure (nommée métasome ou opisthosome). Ce terme est régulièrement utilisé pour les arthropodes mais, selon les groupes, ne désigne pas nécessairement des régions équivalentes au plan embryologique.
- Chez les hyménoptères apocrites (guêpes, abeilles, fourmis), le premier segment de l'abdomen est soudé au thorax : c'est cet ensemble qui est connu sous le nom de mésosome. Le reste de l'abdomen prend alors le nom de « métasome ». Mésosome et métasome sont séparés par un fort rétrécissement, la « taille de guêpe », .
- Chez les arachnides, le mésosome correspond à la partie antérieure de l'abdomen (préabdomen) constituée de sept segments chez les scorpions ; il est suivi du métasome (ou post-abdomen). Mésosome et métasome forment ensemble l'opisthosome.
- Chez les lophophoriens, le mésosome est classiquement la région médiane du corps.